# Ricardo Izar Jr.
Ricardo Izar Júnior (São Paulo, 1º de agosto de 1968) é um empresário e político brasileiro filiado ao Republicanos.

## Biografia
Descendente de quatro costados de libaneses, foi eleito deputado federal em 2014, para a 55.ª legislatura (2015-2019), pelo Partido Social Democrático (PSD) com 113.547 votos.
Em sua legislatura a favor do Processo de impeachment de Dilma Rousseff. Já durante o Governo Michel Temer, votou a favor da PEC do Teto dos Gastos Públicos. Em abril de 2017, foi favorável à Reforma Trabalhista. Em agosto de 2017 votou contra o processo em que se pedia abertura de investigação do então presidente Michel Temer (MDB), ajudando a arquivar a denúncia feita pelo Ministério Público Federal (MPF).
No ano de 2018, foi reeleito para o cargo com 121.869 votos, desta vez pelo Progressistas. No governo de Jair Bolsonaro (PSL), votou de maneira favorável à Reforma da Previdência.

### Desempenho eleitoral
| Ano  | Cargo                          | Partido | Votos   | Resultado | Ref.  |
| ---- | ------------------------------ | ------- | ------- | --------- | ----- |
| 2014 | Deputado federal por São Paulo | PSD     | 113.547 | Eleito    | [ 2 ] |
| 2018 | Deputado federal por São Paulo | PP      | 121.869 | Eleito    | [ 6 ] |